# Tišnov
Tišnov (in tedesco Tischnowitz) è una città della Repubblica Ceca facente parte del distretto di Brno-venkov, in Moravia Meridionale.